# Grau Celsius

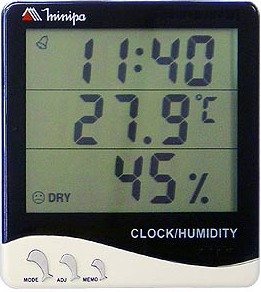
Termo-higrômetro digital com um termopar em seu interior

A escala Celsius (unidade °C), também conhecida como a escala centígrada, é uma escala termométrica do sistema métrico usada na maioria dos países do mundo. Teve origem a partir do modelo proposto pelo astrônomo sueco Anders Celsius (1701-1744).
Esta escala é baseada nos pontos de fusão e de ebulição da água, em condição atmosférica padrão, aos quais são atribuídos os valores de 0 °C e 100 °C, respectivamente. Devido a esta divisão centesimal, se deu a antiga nomenclatura grau centígrado (cem partes/graus) que, em 1948, durante a 9.ª Conferência Geral de Pesos e Medidas (CR 64), foi oficialmente alterada para grau Celsius, em reconhecimento do trabalho de Anders Celsius e para evitar confusão com o prefixo centi do Sistema Internacional de Unidades.
Enquanto os valores de congelamento e evaporação da água estão aproximadamente corretos, a definição original não é apropriada como um padrão formal pois ela depende da definição de pressão atmosférica padrão, que por sua vez depende da própria definição de temperatura. A definição oficial atual de grau Celsius define 0,01 °C como o ponto triplo da água, e 1 grau Celsius como sendo 1/273,16 da diferença de temperatura entre o ponto triplo da água e o zero absoluto. Esta definição garante que 1 grau Celsius apresente a mesma variação de temperatura que 1 kelvin.

## História

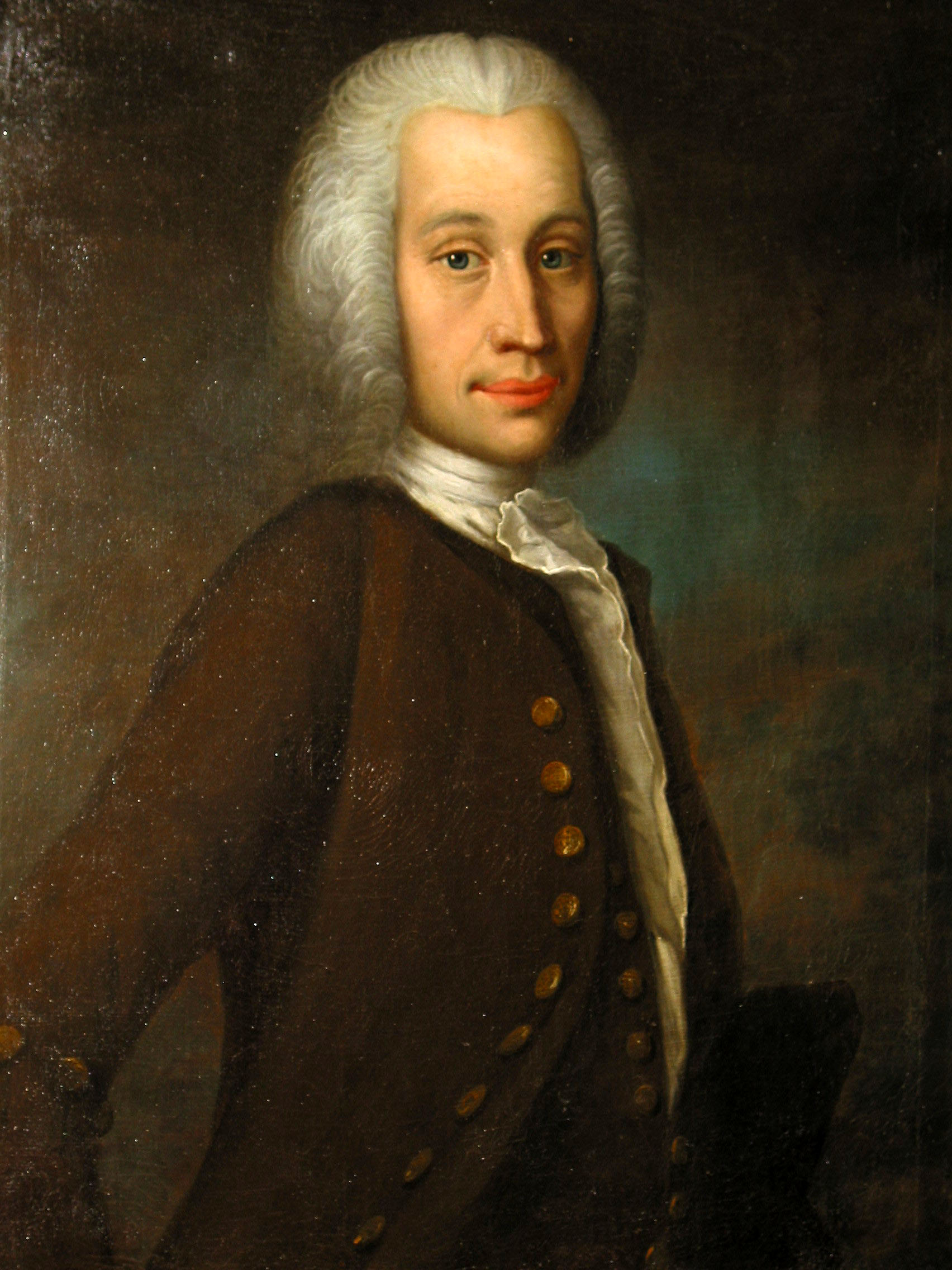
Anders Celsius (1701-1744), criador da escala que hoje leva seu nome

Em 1742, o astrônomo sueco Anders Celsius (1701-1744) publicou nos Anais da Academia Real das Ciências da Suécia seu trabalho intitulado "Observações sobre dois graus persistentes de um termômetro". Neste trabalho, Celsius considerou que uma substância pura muda de estado físico à temperatura constante e baseado nisso, propôs uma nova escala termométrica, a escala de graus centígrados, na qual definiu a temperatura 100 como sendo a temperatura medida no termômetro equivalente à temperatura em que a água entra em ebulição e 0 sendo a temperatura equivalente ao ponto em que o gelo derrete. Desta forma, diferentemente da convenção moderna, um menor valor representaria uma temperatura mais alta e um maior valor, uma temperatura mais baixa neste modelo.
Embora existissem alguns trabalhos paralelos nos anos seguintes, apresentando o valor 0 para o ponto de derretimento do gelo e 100 para o ponto de ebulição da água, como o "Termômetro de Lyon", os créditos pela inversão da escala de graus centígrados foram dados ao botânico sueco Carolus Linnaeus (1707-1778) e ao fabricante sueco de instrumentos científicos Daniel Ekström (1711-1755), que juntos produziram o "Termômetro de Linnaeus".
Anteriormente ao modelo proposto por Celsius, já existiam outras escalas baseadas nos estados físicos da água, como a escala Réaumur. Mas devido à sua simplicidade, a escala centígrada tornou-se mundialmente conhecida, inclusive servindo de base para a criação de outros modelos, como é o caso da escala Kelvin.
Em 1948, durante a 9.ª Conferência Geral de Pesos e Medidas (CR 64), o nome da escala centígrada foi oficialmente alterado para escala Celsius, para resolver as confusões geradas com o prefixo centi do SI e como forma de homenagear o astrônomo sueco.

## Atualidade

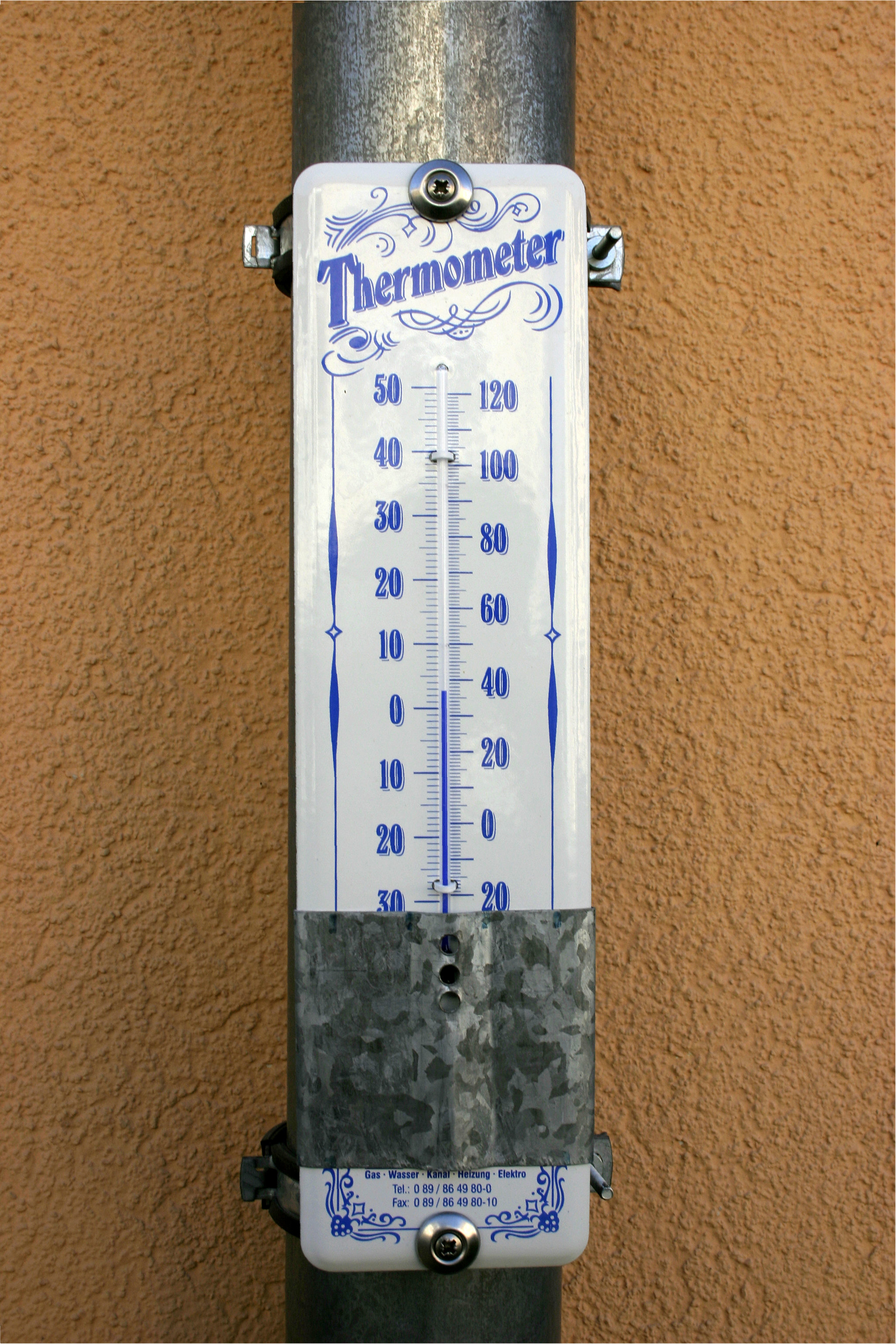
Termômetro de álcool

A escala Celsius é usada em quase todo o mundo. Nos Estados Unidos, Fahrenheit é a escala preferida para medidas de temperatura no dia a dia. Deve ser notado, no entanto, que mesmo estes países usam Celsius ou Kelvin em aplicações científicas.
Em telejornais e termômetros de grandes avenidas do Brasil e de Portugal sempre se referem à temperatura na escala Celsius, expressando-a apenas com o símbolo do grau (°). Tal notação pode induzir visitantes norte-americanos em erro e é considerada errada pelo SI (Sistema Internacional de Unidades), uma vez que o símbolo do grau após a grandeza numérica desacompanhado da letra C representa o símbolo de ângulo.
Os termômetros científicos têm em seu interior mercúrio, sendo que os caseiros geralmente contêm álcool (de cor azulada ou avermelhada). Os mais modernos e também precisos são feitos pela união de dois metais diferentes, originando um termopar. A maioria dos termômetros e termostatos modernos utilizam um termopar.

## Temperaturas equivalentes em Celsius, Kelvin e Fahrenheit
Na tabela a abaixo, são apresentadas algumas medidas de temperatura em diferentes escalas de maneira comparativa.
|                                                         | Celsius    | Kelvin    | Fahrenheit |
| ------------------------------------------------------- | ---------- | --------- | ---------- |
| Zero absoluto                                           | -273,15 °C | 0 K       | -459,67 °F |
| Ponto de fusão da água                                  | 0 °C       | 273,15 K  | 32 °F      |
| Ponto de ebulição da água                               | 100 °C     | 373,15 K  | 212 °F     |
| Ponto de fusão do mercúrio                              | -38,83 °C  | 234,32 K  | -37,894 °F |
| Ponto de ebulição do mercúrio                           | 356,73 °C  | 629,88 K  | 674,114 °F |
| Ponto triplo da água                                    | 0,01 °C    | 273,16 K  | 32,018 °F  |
| Temperatura corporal média                              | 37 °C      | 310,15 K  | 98,6 °F    |
| Ponto de fusão do dióxido de silício (valor aproximado) | 1700 °C    | 1973,15 K | 3092 °F    |

## Representação
| Conversão de    | para            | Fórmula                  |
| --------------- | --------------- | ------------------------ |
| grau Celsius    | grau Fahrenheit | °F = °C × 1,8 + 32       |
| grau Fahrenheit | grau Celsius    | °C = (°F - 32) / 1,8     |
| grau Celsius    | kelvin          | K = °C + 273,15          |
| kelvin          | grau Celsius    | °C = K − 273,15          |
| grau Celsius    | rankine         | °R = (°C + 273,15) × 1,8 |
| rankine         | grau Celsius    | °C = (°R ÷ 1,8) - 273,15 |

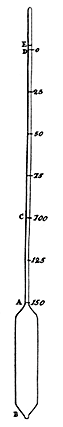
Ilustração de modelo de termômetro proposto por Celsius, onde o valor zero corresponde ao ponto de ebulição da água

A Resolução Conmetro n.º 12, de 12 de outubro de 1988, adota o Quadro Geral de Unidades de Medida e encarrega o INMETRO de propor as modificações que se tornarem necessárias a esse Quadro, de modo a resolver casos omissos, mantê-lo atualizado e dirimir dúvidas que possam surgir na interpretação e na aplicação das unidades legais.
- O subitem 3.5 do Anexo A dessa Resolução Conmetro trata de espaçamento entre número e símbolo, e estabelece que o espaçamento entre número e o símbolo da unidade correspondente deve atender à conveniência de cada caso, por exemplo:
  1. Em frases de textos correntes, é dado normalmente o espaço correspondente a uma ou meia letra, mas não se deve dar espaçamento quando há possibilidade de fraude;
  2. Em colunas de tabelas, é facultado utilizar espaçamentos diversos entre números e os símbolos das unidades correspondentes.
- A Resolução Conmetro n.º 12/1988 tem como base os parâmetros preconizados pelo Bureau Internacional de Pesos e Medidas (BIPM), que edita regularmente publicação sobre as unidades do Sistema Internacional de Unidades — SI.
- O subitem 5.3.3 da 8.ª edição (2006) da publicação do BIPM estabelece condições para a escrita do valor de uma grandeza nos seguintes termos:
  1. O símbolo da unidade deve ser colocado sempre após o valor numérico da expressão para uma grandeza, deixando um espaço entre o valor numérico e o símbolo da unidade.
  2. As únicas exceções à regra são os símbolos da unidade para o grau, minuto e segundo do ângulo plano, °; ´; e ", respectivamente, para os quais não há espaço entre o valor numérico e o símbolo da unidade.
  3. Deve ser notado que, de acordo com esta regra, o símbolo "°C" para o grau Celsius deve ser precedido por um espaço quando expressar uma temperatura na escala Celsius, conforme representado abaixo:

### Representação em computadores
Em Unicode, o símbolo do grau é U+00B0 (°), enquanto o respectivo código HTML é &deg; e o código Alt+ é Alt+0176.
Devido à semelhante aparência deste símbolo com outros símbolos no écran do computador ou em certas impressões, como o indicador masculino de ordinal (º), pode haver problemas na procura de textos com estes símbolos. Sendo assim, para teclados que não diferem entre o símbolo do grau e ordinal, utilize:
- Grau Celsius: ALT + 0176 seguido da letra C.
- Indicador masculino de ordinal: ALT + 167.